# جيمي تشي
جيمي تشي (بالإنجليزية: Jimmy Chi)‏ هو مؤلف وكاتب مسرحي وملحن وموسيقي أسترالي، ولد في 1948 في بروم ‏ في أستراليا، وتوفي بنفس المكان في 26 يونيو 2017.

## وصلات خارجية
- جيمي تشي على موقع IMDb (الإنجليزية)
- جيمي تشي على موقع ميوزك برينز (الإنجليزية)
- جيمي تشي على موقع ديسكوغز (الإنجليزية)
- جيمي تشي على موقع قاعدة بيانات الفيلم (الإنجليزية)